# Atlétika az 1928. évi nyári olimpiai játékokon
Az 1928. évi nyári olimpiai játékokon az atlétika műsorán huszonhét versenyszám szerepelt, első alkalommal női számok is bekerültek a műsorba 100 és 800 méteres síkfutás, 4×100 méteres váltó és két ügyességi szám, a magasugrás és a diszkoszvetés.
A legsikeresebb versenyzők:
- Percy Williams (Kanada) két arany, 100 és 200 méteres síkfutás
- Raymond Barbuti (USA) két arany, 400 m és 4x400 váltó
- Paavo Nurmi (Finnország) egy arany 10 000 m, két ezüst 5000 m és 3000 akadályfutás

## Éremtáblázat
A táblázatban a rendező ország csapata és a magyar csapat eltérő háttérszínnel, az egyes számoszlopok legmagasabb értéke, vagy értékei vastagítással kiemelve.
| Az 1928. évi nyári olimpiai játékok éremtáblázata atlétikában | Az 1928. évi nyári olimpiai játékok éremtáblázata atlétikában | Az 1928. évi nyári olimpiai játékok éremtáblázata atlétikában | Az 1928. évi nyári olimpiai játékok éremtáblázata atlétikában | Az 1928. évi nyári olimpiai játékok éremtáblázata atlétikában | Olimpia  |
| ------------------------------------------------------------- | ------------------------------------------------------------- | ------------------------------------------------------------- | ------------------------------------------------------------- | ------------------------------------------------------------- | -------- |
|                                                               | Ország                                                        | Arany                                                         | Ezüst                                                         | Bronz                                                         | Összesen |
| 1.                                                            | Egyesült Államok (USA)                                        | 9                                                             | 8                                                             | 8                                                             | 25       |
| 2.                                                            | Finnország (FIN)                                              | 5                                                             | 5                                                             | 4                                                             | 14       |
| 3.                                                            | Kanada (CAN)                                                  | 4                                                             | 2                                                             | 2                                                             | 8        |
| 4.                                                            | Nagy-Britannia (GBR)                                          | 2                                                             | 2                                                             | 2                                                             | 6        |
| 5.                                                            | Németország (GER)                                             | 1                                                             | 2                                                             | 5                                                             | 8        |
| 6.                                                            | Svédország (SWE)                                              | 1                                                             | 2                                                             | 4                                                             | 7        |
| 7.                                                            | Franciaország (FRA)                                           | 1                                                             | 1                                                             | 1                                                             | 3        |
| 8.                                                            | Japán (JPN)                                                   | 1                                                             | 1                                                             | 0                                                             | 1        |
| 9.                                                            | Dél-afrikai Unió (RSA)                                        | 1                                                             | 0                                                             | 0                                                             | 1        |
| 9.                                                            | Írország (IRL)                                                | 1                                                             | 0                                                             | 0                                                             | 1        |
| 9.                                                            | Lengyelország (POL)                                           | 1                                                             | 0                                                             | 0                                                             | 1        |
|                                                               |                                                               |                                                               |                                                               |                                                               |          |
| 12.                                                           | Chile (CHI)                                                   | 0                                                             | 1                                                             | 0                                                             | 1        |
| 12.                                                           | Haiti (HAI)                                                   | 0                                                             | 1                                                             | 0                                                             | 1        |
| 12.                                                           | Hollandia (NED)                                               | 0                                                             | 1                                                             | 0                                                             | 1        |
| 12.                                                           | Magyarország (HUN)                                            | 0                                                             | 1                                                             | 0                                                             | 1        |
|                                                               |                                                               |                                                               |                                                               |                                                               |          |
| 16.                                                           | Norvégia (NOR)                                                | 0                                                             | 0                                                             | 1                                                             | 1        |
|                                                               |                                                               |                                                               |                                                               |                                                               |          |
| Összesen                                                      | Összesen                                                      | 27                                                            | 27                                                            | 27                                                            | 81       |

## Érmesek

### Férfi számok
| Az 1928. évi nyári olimpiai játékok érmesei férfi atlétikában |                                                                                       |              |                                                                                    |           |                                                                                  |           |
| Versenyszám                                                   | Arany                                                                                 | Arany        | Ezüst                                                                              | Ezüst     | Bronz                                                                            | Bronz     |
| 100 m                                                         | Percy Williams · Kanada (CAN)                                                         | 10,8         | Jack London · Nagy-Britannia (GBR)                                                 | 10,9      | Georg Lammers · Németország (GER)                                                | 10,9      |
| 200 m                                                         | Percy Williams · Kanada (CAN)                                                         | 21,8         | Walter Rangeley · Nagy-Britannia (GBR)                                             | 21,9      | Helmut Körnig · Németország (GER)                                                | 21,9      |
| 400 m                                                         | Ray Barbuti · Egyesült Államok (USA)                                                  | 47,8         | James Ball · Kanada (CAN)                                                          | 48,0      | Joachim Büchner · Németország (GER)                                              | 48,2      |
| 800 m                                                         | Douglas Lowe · Nagy-Britannia (GBR)                                                   | 1:51,8       | Erik Byléhn · Svédország (SWE)                                                     | 1:52,8    | Hermann Engelhard · Németország (GER)                                            | 1:53,2    |
| 1500 m síkfutás                                               | Harry Larva · Finnország (FIN)                                                        | 3:53,2 OR    | Jules Ladoumègue · Franciaország (FRA)                                             | 3:53,8    | Eino Purje · Finnország (FIN)                                                    | 3:56,4    |
| 4 × 100 m                                                     | Egyesült Államok (USA) · Frank Wykoff · James Quinn · Charles Borah · Henry Russell   | 41,0         | Németország (GER) · Georg Lammers · Richard Corts · Hubert Houben · Helmut Körnig  | 41,2      | Nagy-Britannia (GBR) · Cyril Gill · Teddy Smouha · Walter Rangeley · Jack London | 41,8      |
| 4 × 400 m                                                     | Egyesült Államok (USA) · George Baird · Emerson Spencer · Fred Alderman · Ray Barbuti | 3:14,2 VCS   | Németország (GER) · Otto Neumann · Harry Storz · Richard Krebs · Hermann Engelhard | 3:14,8    | Kanada (CAN) · Alex Wilson · Phil Edwards · Stanley Glover · James Ball          | 3:15,4    |
| 5000 m síkfutás                                               | Ville Ritola · Finnország (FIN)                                                       | 14:38,0      | Paavo Nurmi · Finnország (FIN)                                                     | 14:40,0   | Edvin Wide · Svédország (SWE)                                                    | 14:41,2   |
| 10 000 m síkfutás                                             | Paavo Nurmi · Finnország (FIN)                                                        | 30:18,8 OR   | Ville Ritola · Finnország (FIN)                                                    | 30:19,4   | Edvin Wide · Svédország (SWE)                                                    | 31:00,8   |
| 110 m gát                                                     | Sydney Atkinson · Dél-afrikai Unió (RSA)                                              | 14,8         | Stephen Anderson · Egyesült Államok (USA)                                          | 14,8      | John Collier · Egyesült Államok (USA)                                            | 15,0      |
| 400 m gát                                                     | David Burghley · Nagy-Britannia (GBR)                                                 | 53,4         | Frank Cuhel · Egyesült Államok (USA)                                               | 53,6      | Morgan Taylor · Egyesült Államok (USA)                                           | 53,6      |
| 3000 m akadály                                                | Toivo Loukola · Finnország (FIN)                                                      | 9:21,8 VCS   | Paavo Nurmi · Finnország (FIN)                                                     | 9:31,2    | Ove Andersen · Finnország (FIN)                                                  | 9:36,6    |
| Maraton                                                       | Mohamed El Ouafi · Franciaország (FRA)                                                | 2:32:57,0    | Miguel Plaza · Chile (CHI)                                                         | 2:33:23,0 | Martti Marttelin · Finnország (FIN)                                              | 2:35:02,0 |
| Magasugrás                                                    | Robert King · Egyesült Államok (USA)                                                  | 1,94 m       | Benjamin Hedges · Egyesült Államok (USA)                                           | 1,91 m    | Claude Ménard · Franciaország (FRA)                                              | 1,91 m    |
| Rúdugrás                                                      | Sabin Carr · Egyesült Államok (USA)                                                   | 4,20 m       | William Droegemuller · Egyesült Államok (USA)                                      | 4,10 m    | Charles McGinnis · Egyesült Államok (USA)                                        | 3,95 m    |
| Távolugrás                                                    | Edward Hamm · Egyesült Államok (USA)                                                  | 7,73 m       | Silvio Cator · Haiti (HAI)                                                         | 7,58 m    | Alfred Bates · Egyesült Államok (USA)                                            | 7,40 m    |
| Hármasugrás                                                   | Oda Mikio · Japán (JPN)                                                               | 15,21 m      | Levi Casey · Egyesült Államok (USA)                                                | 15,17 m   | Vilho Tuulos · Finnország (FIN)                                                  | 15,11 m   |
| Súlylökés                                                     | John Kuck · Egyesült Államok (USA)                                                    | 15,87 m VCS  | Herman Brix · Egyesült Államok (USA)                                               | 15,75 m   | Emil Hirschfield · Németország (GER)                                             | 15,72 m   |
| Diszkoszvetés                                                 | Clarence Houser · Egyesült Államok (USA)                                              | 47,32 m      | Antero Kivi · Finnország (FIN)                                                     | 47,23 m   | James Corson · Egyesült Államok (USA)                                            | 47,10 m   |
| Kalapácsvetés                                                 | Patrick O'Callaghann · Írország (IRL)                                                 | 51,39 m      | Ossian Skiöld · Svédország (SWE)                                                   | 51,29 m   | Edmund Black · Egyesült Államok (USA)                                            | 49,03 m   |
| Gerelyhajítás                                                 | Erik Lundqvist · Svédország (SWE)                                                     | 66,60 m      | Szepes Béla · Magyarország (HUN)                                                   | 65,26 m   | Olav Sunde · Norvégia (NOR)                                                      | 63,97 m   |
| Tízpróba                                                      | Paavo Yrjölä · Finnország (FIN)                                                       | 8053,290 VCS | Akilles Järvinen · Finnország (FIN)                                                | 7931,500  | Kenneth Doherty · Egyesült Államok (USA)                                         | 7706,65   |

### Férfi versenyeken részt vevő nemzetek
| Argentína (ARG) (7)         |
| Ausztrália (AUS) (6)        |
| Ausztria (AUT) (2)          |
| Belgium (BEL) (24)          |
| Chile (CHI) (8)             |
| Csehszlovákia (TCH) (11)    |
| Dánia (DEN) (10)            |
| Dél-afrikai Unió (RSA) (8)  |
| Egyesült Államok (USA) (81) |
| Észtország (EST) (4)        |

| Finnország (FIN) (35)    |
| Franciaország (FRA) (41) |
| Fülöp-szigetek (PHI) (2) |
| Görögország (GRE) (13)   |
| Haiti (HAI) (2)          |
| Hollandia (NED) (39)     |
| India (IND) (7)          |
| Írország (IRL) (10)      |
| Japán (JPN) (15)         |
| Jugoszlávia (YUG) (4)    |

| Kanada (CAN) (26)         |
| Kuba (CUB) (1)            |
| Lengyelország (POL) (11)  |
| Lettország (LAT) (4)      |
| Litvánia (LTU) (4)        |
| Luxemburg (LUX) (4)       |
| Magyarország (HUN) (25)   |
| Mexikó (MEX) (11)         |
| Monaco (MON) (1)          |
| Nagy-Britannia (GBR) (55) |

| Németország (GER) (46)   |
| Norvégia (NOR) (13)      |
| Olaszország (ITA) (18)   |
| Portugália (POR) (3)     |
| Románia (ROU) (11)       |
| Spanyolország (ESP) (10) |
| Svájc (SUI) (9)          |
| Svédország (SWE) (23)    |
| Törökország (TUR) (5)    |
| Új-Zéland (NZL) (2)      |
| 40 nemzet, 611 versenyző |

### Női számok
| Az 1928. évi nyári olimpiai játékok érmesei női atlétikában |                                                                         |            |                                                                                         |         |                                                                                   |         |
| Versenyszám                                                 | Arany                                                                   | Arany      | Ezüst                                                                                   | Ezüst   | Bronz                                                                             | Bronz   |
| 100 m                                                       | Elizbeth Robinson · Egyesült Államok (USA)                              | 12,2       | Fanny Rosenfeld · Kanada (CAN)                                                          | 12,3    | Ethel Smith · Kanada (CAN)                                                        | 12,3    |
| 800 m                                                       | Lina Radke · Németország (GER)                                          | 2:16,8 VCS | Hitomi Kinue · Japán (JPN)                                                              | 2:17,6  | Inga Gentzel · Svédország (SWE)                                                   | 2:17,8  |
| 4×100 m                                                     | Kanada (CAN) · Myrtle Cook · Ethel Smith · Bobbie Rosenfeld · Jane Bell | 48,4 VCS   | Egyesült Államok (USA) · Jessie Cross · Loretta McNeil · Betty Robinson · Mary Washburn | 48,8    | Németország (GER) · Anni Holdmann · Helene Junker · Rosa Kellner · Helene Schmidt | 49,0    |
| Magasugrás                                                  | Ethel Catherwood · Kanada (CAN)                                         | 1,59 m     | Caroline Gisolf · Hollandia (NED)                                                       | 1,56 m  | Mildred Wiley · Egyesült Államok (USA)                                            | 1,56 m  |
| Diszkoszvetés                                               | Halina Konopacka · Lengyelország (POL)                                  | 39,62 m WR | Lillian Copeland · Egyesült Államok (USA)                                               | 37,08 m | Ruth Svedberg · Svédország (SWE)                                                  | 35,92 m |

### Női versenyeken részt vevő nemzetek
| Ausztrália (AUS) (1)        |
| Ausztria (AUT) (2)          |
| Belgium (BEL) (8)           |
| Dél-afrikai Unió (RSA) (1)  |
| Egyesült Államok (USA) (17) |
| Franciaország (FRA) (9)     |
| Hollandia (NED) (11)        |
| Japán (JPN) (1)             |
| Jugoszlávia (YUG) (4)       |
| Kanada (CAN) (6)            |

| Lengyelország (POL) (4) |
| Lettország (LAT) (2)    |
| Litvánia (LTU) (1)      |
| Magyarország (HUN) (1)  |
| Németország (GER) (16)  |
| Olaszország (ITA) (6)   |
| Románia (ROU) (2)       |
| Svédország (SWE) (6)    |
| Új-Zéland (NZL) (1)     |
| 19 nemzet, 95 versenyző |